# یواس‌اس کاسا گرانده (ال‌اس‌دی-۱۳)
یواس‌اس کاسا گرانده (ال‌اس‌دی-۱۳) (به انگلیسی: USS Casa Grande (LSD-13)) یک کشتی بود که طول آن ۴۵۷ فوت ۹ اینچ (۱۳۹٫۵۲ متر) بود. این کشتی در سال ۱۹۴۴ ساخته شد.